# Milford (hrabstwo Penobscot)
Milford – jednostka osadnicza w Stanach Zjednoczonych, w stanie Maine, w hrabstwie Penobscot.